# Fredrik Peterson (idrottare)
Fredrik Peterson, född 1969, svensk beachvolleybollspelare.
Han deltog i OS i Atlanta 1996, det första år som beachvolleyboll stod på programmet. Han spelade tillsammans med Tom Englén och de kom på sjuttonde plats.